# هیزل دل نورت (واشینگتن)
هیزل دل نورت (به انگلیسی: Hazel Dell North) یک منطقهٔ مسکونی در ایالات متحده آمریکا است که در شهرستان کلارک، واشینگتن واقع شده‌است. هیزل دل نورت ۶٫۹ کیلومتر مربع مساحت و ۹٬۲۶۱ نفر جمعیت دارد.